# Ernst Koehler (Politiker)
Ernst Koehler (* 18. August 1890 in Bornheim; † 26. Mai 1972 in Bad Dürkheim) war ein deutscher Winzer und Politiker (SPD).

## Leben
Koehler besuchte die Volksschule Bornheim, die Oberrealschule und das Progymnasium in Alzey bis zur Primarreife. Danach war er im elterlichen Landwirtschaftsbetrieb tätig und Winzer in Kallstadt an der Weinstraße.
1945 wurde er Mitglied der SPD und im gleichen Jahr Bürgermeister in Kallstadt. Daneben war er Mitglied des Kreis- und Gemeindetags. 1951 wurde er in den zweiten Landtag Rheinland-Pfalz gewählt, dem er eine Wahlperiode lang bis 1955 angehörte. Im Landtag war er Mitglied im agrarpolitischen Ausschuss und im Weinbau- und Weinwirtschaftsausschuss.